# Mashan (köpinghuvudort i Kina, Guizhou Sheng, lat 28,05, long 107,58)
Mashan (kinesiska: 马山, 马山镇) är en köpinghuvudort i Kina. Den ligger i provinsen Guizhou, i den sydvästra delen av landet, omkring 180 kilometer nordost om provinshuvudstaden Guiyang. Antalet invånare är 19 626. Befolkningen består av 9 796 kvinnor och 9 830 män. Barn under 15 år utgör 26,0 %, vuxna 15-64 år 62 %, och äldre över 65 år 10,0 %.